# Barão de São Lourenço
Barão de São Lourenço é um título nobiliárquico criado por D. Maria I de Portugal por decreto de 17 de dezembro de 1811, em favor de Francisco Bento Maria Targini, mais tarde, 1º Visconde de São Lourenço, título criado por D. João VI, por decreto de 3 de Maio de 1818.
Foi 1º Barão na sua Família, António Joaquim da Costa Carvalho, título nobiliárquico criado por D. Maria II de Portugal, por carta de 5 de outubro de 1848, em seu favor. 
Titulares
1. Francisco Bento Maria Targini (1756-1827) - 1.º visconde de São Lourenço;
2. António Joaquim da Costa Carvalho (1800-1875).